# بیژن نوباوه
بیژن نوباوه‌وطن (زاده ۱۳۳۸ تهران) خبرنگار و سیاستمدار ایرانی است که نماینده مجلس شورای اسلامی از حوزه انتخابیه تهران، ری، شمیرانات، اسلامشهر و پردیس در دوره دوازدهم است. وی همچنین عضو جبهه پایداری است.
او پیش‌تر نماینده دوره هشتم، دوره نهم و دوره یازدهم مجلس شورای اسلامی بوده‌است. وی نائب‌رئیس دوم کمیسیون فرهنگی مجلس شورای اسلامی از حوزه انتخابیه تهران، ری، شمیرانات و اسلامشهر و از سال ۱۳۹۹ تا ۱۴۰۳ نایب‌رئیس اول کمیسیون فرهنگی مجلس شورای اسلامی در یازدهمین دوره مجلس شورای اسلامی و عضو شورای نظارت بر صدا و سیما نیز بوده‌است. در سال ۱۳۹۳ نشان افتخار جهادگر عرصه فرهنگ و هنر دریافت کرد. او مانند سایر افراد فهرست اصولگرایان موفق به اخذ آرای کافی مردم تهران در انتخابات مجلس دهم نشد؛ اما توانست در یازدهمین دوره انتخابات مجلس شورای اسلامی با کسب ۷۹۲ هزار و ۵۶۵ رأی، به عنوان نفر دهم از حوزه انتخابیه تهران، ری، شمیرانات، اسلامشهر و پردیس انتخاب گردد.
۲۴ آوریل ۲۰۲۳ اتحادیه اروپا، بیژن نوباوه را به دلیل نقض حقوق بشر در ایران تحریم کرد.

## ادعای ترور بیولوژیک
نوباوه مدعی است که توسط آمریکا ترور بیولوژیکی شده‌است در مهر ۱۳۹۵ سخنگوی کمیسیون امنیت ملی و سیاست خارجی مجلس شورای اسلامی ترور بیولوژیک او را «اثبات نشده» دانست.

## تحریم‌ها
اتحادیه اروپا در روز دوشنبه ۲۴ آوریل ۲۰۲۳ یک نهاد و ۸ شخصیت امنیتی و نظامی و اداری جمهوری اسلامی از جمله بیژن نوباوه را به دلیل نقض نقض حقوق بشر در ایران به فهرست تحریم‌های خود اضافه کرد. این تحریم‌ها دارایی‌های افراد و نهاد نام برده شده را مسدود کرده و هرگونه مراوده مالی با آنان توسط شرکت‌ها و شهروندان اتحادیه اروپا را ممنوع کرده است. اشخاص حقیقی تحریم شده حق سفر به کشورهای عضو اتحادیه را ندارند.

## دیدگاه‌ها

### حمایت از طرح صیانت
او از جمله حامیان طرح نظام تنظیم مقررات خدمات فضای مجازی (طرح صیانت) است. بیژن نوباوه‌وطن با حمله به مخالفان این طرح گفته‌است «کسانی که نسبت به این طرح هجمه‌هایی را وارد می‌کنند به ضرس قاطع یا اصلا طرح را نخوانده اند و اطلاعی از آن ندارند و یا کسانی هستند که در پازل دشمن بازی می‌کنند و به دنبال این نیستند که قانونی برای اینترنت شکل بگیرد زیرا می‌خواهند ضد قانون عمل کنند و افراد آزادی هستند که فساد و فحشا ایجاد می کنند به همین دلیل، با این طرح مخالفت می کنند.»

### واکسن برکت
او در خصوص ساخت واکسن برکت را «شکست تئوری غرب بر عقب ماندگی جمهوری اسلامی» دانست و گفت «برخی کشورها مثل سوئیس از ما تقاضای واکسن برکت را می‌کردند»